# فيلي روجرز (لاعب كرة قدم أسترالية)
فيلي روجرز (بالإنجليزية: Willie Rogers)‏ هو لاعب كرة قدم أسترالية أسترالي، ولد في 23 مايو 1883 في ماريبوروه في أستراليا، وتوفي في 8 أغسطس 1956 في غيلونغ في أستراليا.

## وصلات خارجية
- فيلي روجرز على موقع AustralianFootball.com (الإنجليزية)
- فيلي روجرز على موقع AFLtables.com (الإنجليزية)